# Каварено
Каварѐно (на италиански: Cavareno; на ладински: Ciavaren, Чаварен) е село и община в Северна Италия, автономна провинция Тренто, автономен регион Трентино-Южен Тирол. Разположено е на 983 m надморска височина. Населението на общината е 1093 души (към 2018 г.).